# Stenmyrtjärnen (Åsele socken, Lappland)
Stenmyrtjärnen är en sjö i Åsele kommun i Lappland och ingår i Gideälvens huvudavrinningsområde.